# Lesná (Znojmói járás)
Lesná település Csehországban, a Znojmói járásban. Lesná Horní Břečkov, Vracovice, Onšov és Šumná településekkel határos. Lakosainak száma 250 fő (2024. január 1.).

## Népesség
A település lakosságának változását az alábbi diagram mutatja:
| Lakosok száma | 427  | 387  | 313  | 345  | 322  | 280  | 270  | 248  | 252  | 250  |
|               | 1869 | 1890 | 1921 | 1950 | 1980 | 2001 | 2017 | 2019 | 2022 | 2024 |